# Schauglas

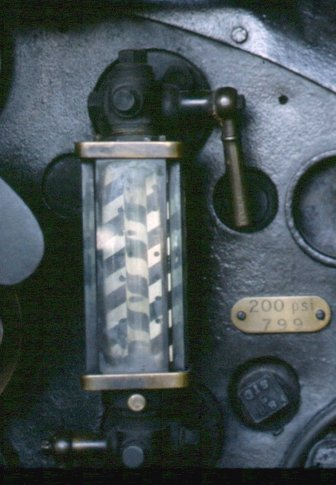
Schauglas

Das Schauglas ist eine Armatur, die zur Beobachtung der Strömung und zur Füllstandanzeige von Fluiden und Feststoffen (z. B. Getreide) in Rohrleitungen sowie Druckbehältern und zur Beobachtung von thermischen Prozessen in Industrieofenanlagen dient. 
Zu diesem Zweck muss das Schauglas aus temperatur- und druckbeständigem Glas bestehen bzw. gegen permanente Strahlung abgedeckt werden. Die mechanischen Belastungen aus den benachbarten Rohren nimmt ein massives Gehäuse auf, sofern das Schauglas nicht mit einem einfachen Blockflansch direkt an der einer großen Rohrleitung bzw. Anlage oder an einem Druckbehälter befestigt wird. Wegen ihrer Zerbrechlichkeit sollten Schaugläser immer mit einer Erstabsperrung abgesichert werden.
Zur Erfassung des Füllstandes von Behältern werden Ölaugen verwendet. Dazu werden einzelne oder mehrere Ölaugen in kritischen Füllstandshöhen, etwa Maximum und Minimum, in die Behälterwand eingebaut. In modifizierter Form dienen Schaugläser zur Kontrolle des Wasserstandes in Dampferzeugern.
Ein Wasserzähler ist ebenfalls als Schauglas ausgeführt.
Manchmal gehört zum Schauglas auch eine kleine Turbine zur Anzeige der Strömungsrichtung und der Strömungsgeschwindigkeit des Fluids, beispielsweise an Zapfsäulen von Tankstellen. In Rohrleitungen mit großer Nennweite und an großen Druckbehältern werden Schaugläser mit einer Beleuchtung ausgestattet.

## Übliche Bauformen für Schauglasarmaturen
Schauglasarmaturen können grob in die Kategorien Behälterschaugläser, Durchflussschaugläser und Füllstandanzeiger eingeteilt werden.